# Burak Yamantürk
Burak Yamantürk (* 23. Dezember 1983 in Izmit) ist ein türkischer Schauspieler.

## Leben und Karriere
Yamantürk wurde am 23. Dezember 1983 in İzmit geboren. Er studierte an der Mimar Sinan Üniversitesi. Sein Debüt gab er 2010 in dem Film Ayhan Hanım. Danach trat er 2012 in der Fernsehserie Veda auf.
Seine erste Hauptrolle bekam er 2014 in der Serie Tatar Ramazan. 2015 wurde er für die Serie Acı Aşk gecastet.  Anschließend war er 2020 in Ya İstiklal Ya Ölüm zu sehen. Außerdem spielte er 2021 in der Serie Elbet Bir Gün die Hauptrolle.

## Filmografie (Auswahl)
Filme
- 2010: Ayhan Hanım
- 2014: Böcek
- 2022: Allah Yazdıysa Bozsun

Serien
- 2012: Veda
- 2013–2014: Tatar Ramazan
- 2014: Hayat Yolunda
- 2014: Yasak
- 2015: Acı Aşk
- 2017: İçimdeki Fırtına
- 2017: Kayıt Dışı
- 2019: Sevgili Geçmiş
- 2020: Ya İstiklal Ya Ölüm
- 2021: Elbet Bir Gün
- 2022: Aslında Özgürsün
- seit 2022: Der Vogel und die Löwin